# Euglandina rosea
Euglandina rosea, is een middelgrote roofslak. Deze roofslak is luchtademend. Het is een agressieve soort.
In Hawaii heeft deze soort, door menselijke introductie, acht inheemse soorten verdrongen. Deze soort staat op de lijst van de honderd meest invasieve soorten.
De soort is inheems in het zuidoosten van de Verenigde Staten, inclusief Florida (staat) en Georgia (staat).